# Tréglonou
Tréglonou (tiếng Breton: Treglonoù) là một xã của tỉnh Finistère, thuộc vùng Bretagne, miền tây bắc Pháp.

## Dân số
Người dân ở Tréglonou được gọi là Tréglonousiens.